# Commanderie de Toulouse
La commanderie de Toulouse est une commanderie hospitalière anciennement commanderie templière, aujourd'hui disparue, qui se situait entre la rue Sainte-Claire (actuelle rue de la Fonderie) et la rue du Temple (actuelle rue de la Dalbade), à Toulouse, en France.

## Histoire
Les Templiers de la région toulousaine s'installent d’abord sur le site rural de Laramet (aujourd'hui La Ramée, près de Tournefeuille). En 1135, ils obtiennent un fief à l'intérieur de la ville de Toulouse, près de l'église Notre-Dame de la Dalbade et non loin d'une commanderie hospitalière, établie dans la même rue depuis 1116, leur commanderie (actuels no 13 et 15 rue de la Dalbade). Elle est alors connue comme la Maison du Temple. Ils donnent leur nom à la rue du Temple, portion de l'actuelle rue de la Dalbade entre la rue Pierre-Brunière et la rue Saint-Jean nom donné par les Hospitaliers. 
La commanderie templière voit ses possessions et son importance s'accroître : elle hérite de terres dans la région toulousaine, mais aussi de maisons urbaines, comme le palais de Peirelate, désigné ensuite comme la Cavalerie, dans le quartier Saint-Cyprien. Mais, soumise à la pression de ses voisins hospitaliers, cette implantation templière ne reste longtemps qu’une simple maison de ville. Elle entre régulièrement en conflit avec la commanderie hospitalière, qui est voisine, et avec laquelle elle est en concurrence pour capter la générosité des bienfaiteurs toulousains. En 1150, Templiers et Hospitaliers s'opposent au sujet des servitudes de leurs fiefs respectifs, avant que le prieur hospitalier Bernard d'Azillan et le maître templier Guillaume de Verdun ne trouvent un accord. Les Templiers ont également des démêlés avec les chanoines de la cathédrale Saint-Étienne de Toulouse, surtout au sujet du paiement des dîmes. 
Pendant la croisade des albigeois, la maison du Temple souffre des combats que connaît Toulouse, particulièrement en 1216, durant l'occupation de la ville par les troupes de Simon de Montfort, lorsqu'un incendie est allumé par les soldats croisés près du quartier juif, dans la rue Joutx-Aigues, qui provoque des destructions jusque dans les rues de la Dalbade et du Temple. Un acte de 1221 signale d'ailleurs la perte de plusieurs chartes dans l'incendie. La destruction des bâtiments pousse Grégoire, le maître templier de Toulouse, à s'établir à La Villedieu, où ses successeurs demeurent jusqu'au milieu du XIIIe siècle. Les Templiers profitent, cependant, de cette période pour accroître leurs possessions : effectivement, dans cette période troublée, les donations aux ordres religieux, particulièrement Templiers et Hospitaliers, étaient un moyen pour les Toulousains, et même le comte Raymond VI, de donner des preuves de leur orthodoxie.
En 1307, le roi de France Philippe IV le Bel fait arrêter les Templiers dans tout le royaume de France et mettre leurs biens sous séquestre. La plupart des Templiers de la ville de Toulouse furent emprisonnés dans la salle neuve du palais de la ville. Après la suppression de leur ordre par le concile de Vienne en 1311, leurs possessions sont accordées aux Hospitaliers l'année suivante. Ainsi, l'ensemble des biens des Templiers de Toulouse sont donnés aux Hospitaliers. En contrepartie, les Hospitaliers sont chargés de l'entretien des chevaliers templiers encore détenus dans les prisons de Toulouse.

## Liste des commandeurs templiers
La commanderie templière de Toulouse était dirigée par un commandeur ((la): preceptor domus milicie Templi Tolose) qu'il ne faut pas confondre avec le maître de la baillie de Toulouse (magister domorum milicie Templi in Tolosano) qui administrait l'ensemble des commanderies dans ce diocèse, lui-même subordonné au maître de la province de Provence et parties des Espagnes (magister domorum milicie Templi in Provincia et quibusdam partibus Hispanie). 
Ci-dessous la liste des commandeurs de Toulouse :
- 1170 : Jean de Nogayrol, [Incertain][N 1]
- 1191-1201 : Arnaud de Millars.
- 1205-1208 : Gérard.
- 1211 : Boson.
- 1212-1213 : Grégoire.
- 1214 : Raymond de Carcassonne.
- 1221-1240 : Grégoire (2e fois).
- 1240-1241 : Raymond de Belcaire.
- 1241-1245 : Jean de Roquefort.
- 1246-1247 : Raymond de Récalde.
- 1248-1250 : Grégoire (3e fois).
- 1250-1251 : Jourdain.
- 1252-1260 : Bernard du Four.
- 1260-1263 : Guillaume de Saint-Jean.
- 1263-1264 : Raymond de Mongaillard.
- 1264-1268 : Guillaume de Saint-Jean (2e fois).
- 1269-1271 : Hugues Radulphe.
- 1272-1274 : Pierre de Béziers.
- 1275-1276 : Raymond Rotbert.
- 1276-1277 : Arnaud de Calmont.
- 1277-1278 : Arnaud-d'Aspet.
- 1278-1280 : Raymond Rotbert (2e fois).
- 1280-1281 : Foulques Béranger.
- 1282-1284 : Pierre de Gavarret.
- 1284-1285 : Arnaud d'Aspet (2e fois).
- 1285-1289 : Bernard de Lavandière.
- 1290-1291 : Foulques Bérenger (2e fois).
- 1292-1294 : Bernard de Leymont.
- 1295-1307 : Hoton Saumate.

## Utilisation actuelle
Les bâtiments de la commanderie templière, dévolus aux Hospitaliers, sont cédés au milieu du XIVe siècle à des religieuses Clarisses. Pendant la Révolution, en 1794, les bâtiments du couvent des Clarisses accueillent une fonderie de canons. Fermée en 1866, la fonderie devient le siège de l'Institut catholique de Toulouse.